# Yakutia Airlines
Yakutia Airlines (Russisch: ОАО «Авиакомпания «Якутия») is een Russische luchtvaartmaatschappij met haar thuisbasis in Jakoetsk. Vanuit Jakoetsk worden passagier-, vracht- en chartervluchten uitgevoerd binnen Rusland.

## Geschiedenis
Yakutia Airlines is ontstaan vanuit Aeroflots Jakoetische divisie in 1993 onder de naam Sakha Avia National Aircompany.
Na een faillissement in 1999 is zij weer opgericht met steun van de staatsluchtvaartmaatschappij Nerjoegri en werd na de fusie met deze luchtvaartmaatschappij de naam gewijzigd in Yakutia Airlines.

## Diensten
Yakutia Airlines voert lijndiensten uit naar: (juli 2007)
Binnenland: 

Adler-Sotsji, Anapa, Blagovesjtsjensk, Bratsk, Tsjokoerdach, Irkoetsk, Krasnodar, Magadan, Mirnyj, Moskou, Nerjoengri, Novosibirsk, Omsk, Sint-Petersburg, Tiksi, Vladivostok, Jakoetsk
Buitenland:

Harbin

## Vloot
De vloot bestaat uit: (juni 2015)
- 2 Bombardier Q300
- 3 Bombardier Q400
- 2 Sukhoi Superjet 100
- 4 Antonov 24 RV
- 1 Boeing 737-700
- 3 Boeing 737-800
- 1 Boeing 757-200 F

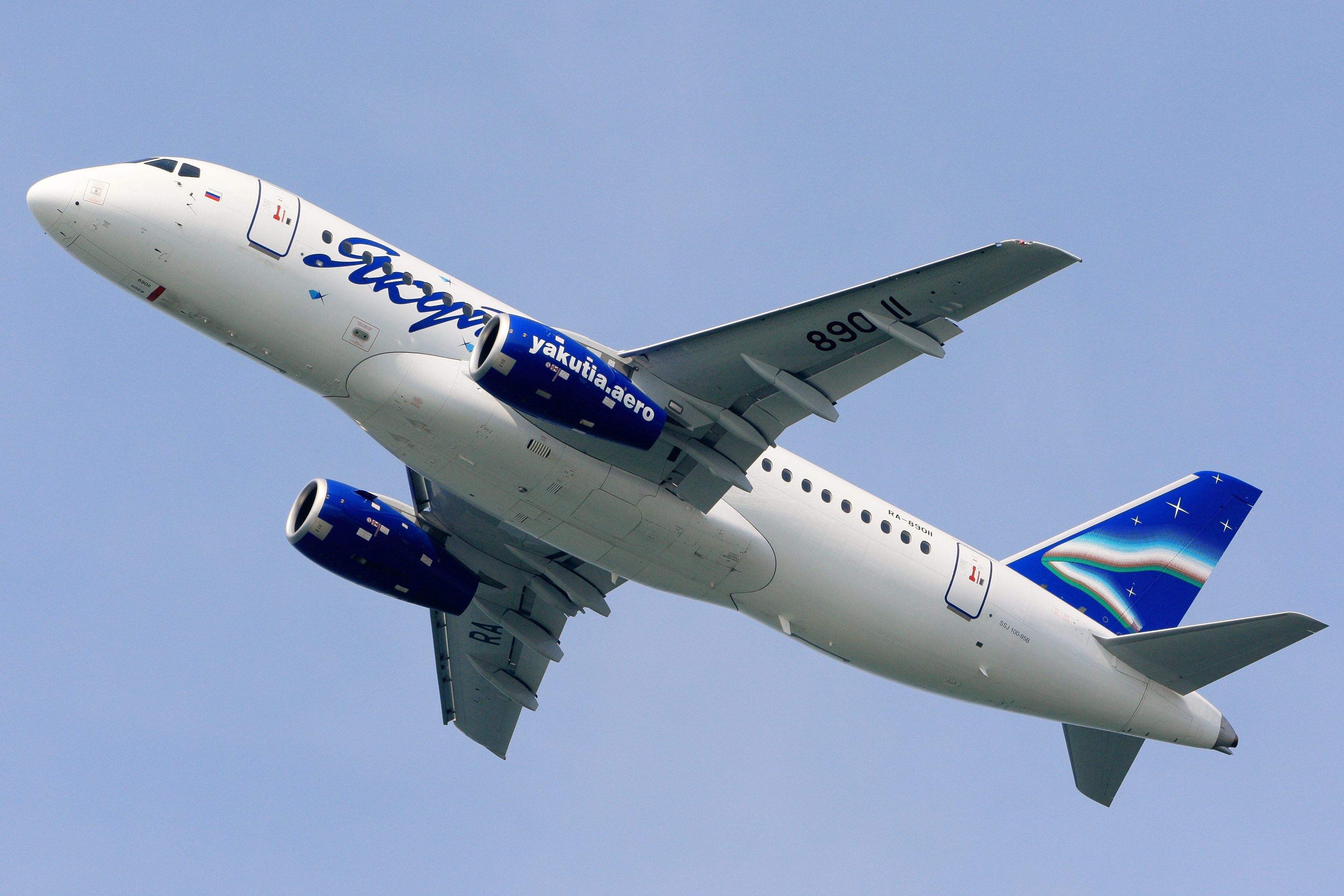
Sukhoi Superjet 100

Yakutia Airlines was de eerste Russische maatschappij die 4 stuks van de nieuwe Antonov AN-140 besteld heeft.